# Доходный дом (улица Максима Горького, 35)

Мемориальная доска Семёну Штыбу

Доходный дом — памятник архитектуры и истории во Владикавказе, Северная Осетия. Выявленный объект культурного наследия России. Памятник, связанный с жизнью известных общественных деятелей Северной Осетии. Находится на улице Максима Горького, 35.
В 1923 году в доме проживал начальник Горского ОГПУ, революционер Семён Митрофанович Штыб и в последующее время — осетинский писатель Хаджи-Мурат Магометович Мугуев.
В 1963 году Орджоникидзевский городской Совет народных депутатов принял решение установить на доме мемориальную доску Семёну Штыбу.